# マルクーシュ構造

マルクーシュ構造の例（R・R´・R´´として許されるものを選択肢として挙げる）

マルクーシュ構造またはマーカッシュ構造（英語: Markush structure）は、似たような構造を持つ化合物の集合を示すために用いられる、化学式を用いたシンボルである。化学の分野の他、特許請求の範囲でも用いられる。特許請求の範囲では、化学式によらず選択肢のみを用いた方式も含めて「マルクーシュ・クレーム」と呼ばれる。
化合物の記述において、マルクーシュ構造を用いることで、特許保有者は、有効性を持つ多くの化合物の構造を競合相手から隠すために、意図的に曖昧にしておくことができる一方で、広い範囲の化合物を特許請求することができる。